# Abtrichia
Abtrichia är ett släkte av nattsländor. Abtrichia ingår i familjen smånattsländor.
Kladogram enligt Catalogue of Life:
| Abtrichia | \| \| Abtrichia antennata \| \| \| \| \| \| Abtrichia squamosa \| \| \| \| |
|           | \| \| Abtrichia antennata \| \| \| \| \| \| Abtrichia squamosa \| \| \| \| |
|           | Abtrichia antennata                                                        |
|           |                                                                            |
|           | Abtrichia squamosa                                                         |
|           |                                                                            |